# آندريه روبليف
آندريه روبليف (بالروسية: Андрей Рублёв) (مواليد 20 أكتوبر 1997 في موسكو)، هو لاعب كرة مضرب روسي بدأ مسيرته كمحترف سنة 2014 يلعب باليد اليمنى ويحتل حالياً المرتبة رقم. 7 عالميا و هي الاعلى في مسيرته الاحترافية.فاز روبليف بلقب فردي الشباب في فرنسا المفتوحة عام 2014 ، حيث هزم جاومي مونار في النهائي.
حقق روبليف عشرة انتصارات على أفضل 10 لاعبين بما في ذلك روجر فيدرير ، رافائيل نادال ، دومينيك ثيم ، وستيفانوس تسيتسيباس. وقد وصل إلى الدور ربع النهائي من بطولة أستراليا ، وفرنسا ، والولايات المتحدة ، والدور نصف النهائي من كأس ديفيس مع روسيا. فاز بأول لقب من لقبين في الزوجي في كأس الكرملين 2015 مع ديمتري تورسونوف ، ومن بين ألقابه في الفردي الانتصارات على ارضه في موسكو و بطرسبرغ.

## الميداليات
| الميدالية | المسابقة                              |
| --------- | ------------------------------------- |
| برونزية   | الألعاب الأولمبية الصيفية للشباب 2014 |
| فضية      | الألعاب الأولمبية الصيفية للشباب 2014 |

## وصلات خارجية
- آندريه روبليف على موقع رابطة محترفي التنس (الإنجليزية)
- آندريه روبليف على موقع الاتحاد الدولي لكرة المضرب (الإنجليزية)
- آندريه روبليف على موقع كأس ديفيز (الإنجليزية)
- آندريه روبليف على موقع خلاصة التنس.كوم (الإنجليزية)
- آندريه روبليف على موقع إي إس بي إن.كوم (الإنجليزية)
- آندريه روبليف على موقع اللجنة الأولمبية الدولية (الإنجليزية)
- آندريه روبليف على موقع أوليمبيديا (الإنجليزية)